# محمد صادقی (بازیکن فوتبال)
محمد صادقی (۱۸ اسفند ۱۳۳۰ - اهواز) بازیکن سابق فوتبال اهل ایران است.
وی سابقه بازی در باشگاه‌های پاس تهران، پرسپولیس و شاهین را دارد. صادقی در جام جهانی ۱۹۷۸ عضو تیم ملی فوتبال ایران بود.
شوت‌های سنگین، تکنیک بالا، دوندگی، قدرت بدنی بالا و تعصب از ویژگی‌های وی بود.
او به همراه علی پروین، خداداد عزیزی و علی کریمی نامزد تکنیکی‌ترین بازیکن تاریخ فوتبال ایران شد که در آخر علی کریمی از همه بیشتر رای آورد.
وی در جریان دیدار دوستانه منتخب تهران و بایرن مونیخ در تیرماه ۱۳۵۱ که با پیروزی شش بر دو تیم منتخب به پایان رسید، هت تریک کرد.

## حرفه باشگاهی
وی در تیم های گمرک اهواز، پاس، پرسپولیس و پرسپولیس بازی کرد. و شاهین اف.سی. او یکی از بازیکنان کلیدی پاس در قهرمانی تخت جمشید ایران در سال‌های 1356 و 1357 تیم پرسپولیس بود. قهرمانی در مسابقات سراسری ایران جام اسپندی و جام حضفی تهران در سال 1358 و همچنین قهرمانی شاهین در جام حذفی تهران در سال 1360.

## حرفه بین المللی
صادقی 38 بازی برای تیم ملی فوتبال ایران انجام داد و در المپیک 1972 و جام جهانی فوتبال 1978 بازی کرد. او همچنین یکی از اعضای تیم های ایرانی بود که در بازی های آسیایی 1974 و جام ملت های آسیا 1976 قهرمان مسابقات فوتبال شدند.

## افتخارات
افتخارات ملی: حضور در المپیک مونیخ (۱۹۷۲)، حضور در جام جهانی آرژانتین (۱۹۷۸)، قهرمانی در بازی‌های آسیایی (۱۹۷۴)
افتخارات باشگاهی:۲ بار قهرمانی لیگ با پاس (۱۳۵۶ و ۱۳۵۷)، قهرمانی جام حذفی با پرسپولیس (۱۳۵۸)، قهرمانی جام حذفی با شاهین (۱۳۶۰)
موارد دیگر: حضور در جام جهانی کوچک برزیل(۱۹۷۰)، حضور در جشنواره رئال مادرید (۱۹۷۷)، کسب عنوان بهترین بازیکن ایران (۱۳۵۳ تا ۱۳۵۵)، گلزنی مقابل تیم آرژانتین ۱۳۵۶ در جشنواره رئال مادرید